# جرمی ویلنوو
جرمی ویلنوو (انگلیسی: Jérémy Villeneuve؛ زادهٔ ۲۵ آوریل ۱۹۹۴) بازیکن فوتبال اهل فرانسه است که در پست هافبک بازی می‌کند.
از باشگاه‌هایی که در آن بازی کرده‌است می‌توان به گنگام اشاره کرد.
وی همچنین در تیم ملی فوتبال موریس بازی کرده‌است.